# Río Gualí
Le río Gualí est une rivière de Colombie et un affluent du Río Magdalena.

## Géographie
Le río Gualí prend sa source sur les flancs du Nevado del Ruiz, dans la cordillère Centrale, dans le département de Tolima. Il coule ensuite vers le nord-est et rejoint le río Magdalena au niveau de la municipalité de Honda.